# Монтекристо (ТВ серија)
Монтекристо (шп. Montecristo — un amor y una venganza) аргентинска је теленовела, продукцијске куће Telefe, снимана 2006.
У Србији је приказивана током 2007. и 2008. на телевизији Студио Б.

## Синопсис
Сантијаго Дијаз Ерера, син познатог судије, именован је за тужиоца и планира да се ожени лепом Лауром, женом својих снова. Осим оданости свом животном позиву, Сантијаго обожава и мачевање, а ту страст дели са својим блиским пријатељем Маркосом Ломбардом. Сантијаго, заједно са Маркосом, креће у Мароко на турнеју у мачевању, не слутећи да ће му се током одсуства живот окренути на главачке. Наиме, његов отац Орасио открива да је Алберто Ломбардо, Маркосов отац, био уплетен у злочине у концетрационим логорима за време војне диктатуре. Алберто сазнаје за то и спреман је на све како његово име не би било укаљано. Прво нареди Орасијево убиство, а потом за то оптужи Сантијага, који завршава иза решетака. Маркос говори Лаури да је њен вереник погунуо у затвору. Очајна Лаура покушава да изврши самоубиство али сазнаје да је трудна. Сама и не знајући шта да ради, прихвата Маркосову понуду за брак, а он је потајно заљубљен у њу. Напуштен од среће у Мароку, Сантијаго у затвору упознаје ветерана Улисеса који му помаже да се поврати и схвати како су га је пријатељ Маркос и остали издали. Мржња обузима Сантијага и он мисли само на једно: да се освети онима који су му одузели живот и срећу.

## Улоге
| Глумац              | Улога                        |
| ------------------- | ---------------------------- |
| Пабло Ечари         | Сантијаго Дијаз Ерера        |
| Паола Крум          | Лаура Саенз Ледезма          |
| Хоакин Фуријел      | Маркос Ломбардо              |
| Вивијана Сакони     | Викторија Саенз              |
| Вирхинија Лаго      | Елена Доносо                 |
| Роберто Карнаги     | Лисандро Доносо              |
| Луис Маћин          | Леон Рокамора                |
| Моника Скапароне    | Лола                         |
| Селина Фонт         | Милена Салседо               |
| Естебан Перез       | Лусијано Мазел               |
| Максимилијано Гионе | Рамон Ортега                 |
| Марија Онето        | Летисија Ломбардо            |
| Марија Абади        | Ерика Доносо                 |
| Викторија Раух      | Валентина Ломбардо           |
| Милтон де ла Канал  | Матијас Ломбардо Дијаз Ерера |
| Еухенија Агилар     | Камила Ломбардо              |
| Рита Кортесе        | Сара Карусо                  |
| Оскар Фереиро       | Алберто Ломбардо             |
| Орасио Рока         | Педро                        |
| Нора Карпена        | Мерседес Кортес              |
| Алехандро Фиоре     | Патрисио Тамарго             |
| Марио Пасик         | Орасио Дијаз Ерера           |
| Адријан Наваро      | Федерико Солано              |
| Марија Фиорентино   | Марија Солано                |
| Марио Москосо       | комшија                      |
| Рафаел Амарго       | Ињаки                        |
| Хулијета Новаро     | др Медина                    |
| Пабло Разук         | Вито Косути                  |
| Лукресија Капело    | Сусана                       |
| Себастијан Боскан   | Камило                       |
| Улисес Думонт       | Улисес                       |